# Алкеев стих
Алкеев стих — стих античной метрики, названный в честь древне-греческого лирика Алкея (VII—VI вв. до н. э).
Алкеев стих относится к числу логаэдов. Имеются три вида алкеева стиха:
1. одиннадцатисложный: «U—U—U—UU—UU»; например, «odi profanum volgus et arceo»;
2. десятисложный: «—UU—UU—U—U»; например, «nec veteres agitantur orni»;
3. девятисложный: «U—U—U—U—U»; например, «dumeta natalemque silvam».

Два алкеевых одиннадцатисложных стиха, алкеев девятисложный стих и алкеев десятисложный стих вместе составляют Алкееву строфу.